# Alloy Software
Alloy Software — компания-разработчик программных решений для управления ИТ-услугами (ITSM) и ИТ-активами (ITAM), технического аудита корпоративного оборудования и программного обеспечения. Компания разрабатывает десктопные, веб и мобильные приложения, а также реализует облачные решения (Программное обеспечение как услуга). Выполняет консультирование и полноценную техническую поддержку клиентов на всех этапах работы с продуктами. Продукты компании соответствуют стандартам ITIL и ITSM. Компания была основана в 2002 году.

## Деятельность
Компания Alloy Software разрабатывает программные продукты для организации и автоматизации работы ИТ-служб, а также профилактики проблем ИТ-оборудования и оценки затрат на поддержание его работы.

## Продукты
Линейка продуктов Alloy Software содержит:

### Alloy Navigator Enterprise
Комплексный программный пакет для решения задач ITSM/ITAM крупных и средних предприятий. Используется для автоматизации широкого набора операций: обслуживание пользователей технической поддержки (Service Desk), управление ИТ-активами организации (ITAM), администрирование корпоративных сетей.
Данный программный пакет разработан в соответствии с методологией ITIL и предназначен в том числе и для управления проблемами, инцидентами и изменениями.

### Alloy Navigator Express
Комплексное решение для небольших компаний. Позволяет автоматизировать операции по сбору, учету и устранению сбоев и неисправностей ИТ-системы. В продукте реализована автоматизация работы служб технической поддержки (Help Desk). Также решает задачи по учету и автоматической инвентаризации аппаратного и программного обеспечения компьютерных сетей организации.

### Alloy Discovery Enterprise
Сетевой программный инструмент автоматизации аудита компьютерных сетей крупных и средних организаций. Позволяет анализировать информацию об установленном на предприятии компьютерном оборудовании и программном обеспечении. Собирает информацию о работе корпоративной сети в течение нескольких минут.

### Alloy Discovery Express
Продукт для обнаружения и аудита ИТ-оборудования и ПО небольших компаний. Однопользовательское приложение с локальным репозиторием.

### История
2020 – Компания празднует «совершеннолетие»: 18 лет разработки ITSM/ITAM продуктов.
2020 –  В августе выходит версия Alloy Navigator 8.7. Для поддержки управления услугами предприятиями масштаба enterprise (Enterprise Service Management) внедряется сегментирование данных. Появляется новое нативное мобильное приложение, доступное на платформах Android и iOS.
2020 – В июне выпускается Alloy Navigator 8.6. Обеспечивается работа продуктов в облачной среде (Alloy Navigator SaaS). Поддерживается инвентаризация оборудования без постоянного подключения к корпоративным сетям.
2020 – В январе выходит обновление продуктов до версии 8.5, с усовершенствованным API-модулем и поддержкой интеграции с платформой-конструктором автоматизации Zapier.
2019 – Октябрьский выпуск версии 8.4 с флагманским веб-приложением и первой версией мобильного приложения для удобного доступа к продуктам со всех устройств. Реализуется полный набор средств управления проектами и планирования задач (Project Management). Поддерживается построение графических диаграмм (Network Diagrams) для аудируемых корпоративных сетей.
2019 – В августе выпускается 8.2 с обновленным графическим интерфейсом для отслеживания взаимосвязей объектов, наглядного анализа и удобного управления.
2018 – Февральский выпуск 8.1 содержит полную русскую локализацию интерфейса пользовательских приложений.
2017 – В июле программный пакет Alloy Navigator and Discovery обновляется до версии 8.0. Обновление включает удобный встроенный HTML-редактор для наглядного описания проблем и инструкций к их решению на формах приложений и во входящих и исходящих сообщениях электронной почты. Поддерживается шифрование данных. Расширены возможности кастомизации клиентских порталов самообслуживания.
2016 – Версия 7.2 выходит в сентябре и поддерживает новые информационные виджеты на стартовых дашбордах приложений, расширенные возможности лицензирования продукта и логирование пользовательских сессий. Также поддерживается инвентаризация виртуальных машин с указанием привязки к физическим корпоративным хостам.
2016 – Февральский 7.1 включает первую версию API-модуля для интеграции со сторонними продуктами. Alloy Discovery теперь собирает более подробную информацию по отслеживаемым сетевым устройствам, появляется опция визуального отображения этой информации.
2014 – В октябре Alloy Navigator and Discovery выходят в версии 7.0. Обновление включает инструменты для управления оборотом ИТ-активов, расходных материалов и работой складов (Consumable, Asset and Stock Management). Поддерживается полный набор средств для работы с каталогом услуг (Service Catalog) и связанных с ним заявок (Service Management). Для всех объектов реализуется возможность индивидуальных и групповых согласований и утверждений (Approval process). Доступно составление графических отчетов по всем классам объектов.
2012 – В августе выпускается обновление 8.5 с расширенной схемой лицензирования. Alloy Discovery получает возможность технического аудита машин гипервизоров. Теперь портал самообслуживания (Self-Service Portal) Alloy Navigator локализован и функционирует на нескольких языках. Клиентам также теперь доступна оценка полезности статей базы знаний (рейтинг) и оценка качества обслуживания (рейтинг) технической поддержки.
2011 – Январский Alloy Discovery 6.1 отображает историю изменений оборудования и установленного на нем ПО от аудита к аудиту, и по обнаруженным событиям формируются извещения для заинтересованных лиц. Для повышения производительности и масштабируемости системы поддерживается работа с несколькими серверами инвентаризации.
2010 – Выходит пакет продуктов Alloy Navigator and Discovery 6.0. Продукты включают предустановленную полноценную логику обработки бизнес-процессов. Гибкая настройка позволяет легко адаптировать систему к специфике работы конкретных организаций, без внедрения сложного пользовательского кода.
2005 – Продукты поддерживают обработку процессов согласно библиотеке лучших практик ITIL.
2004 – Количество действующих клиентов достигло 3000.
2002 – Основание компании Alloy Software в США (Нью-Джерси).